# Jay Buckey
Jay Clark Buckey Jr. (Nova York, 6 de junho de 1956) é um astronauta norte-americano.
Formado em engenharia elétrica em 1977 e em medicina em 1981, ambas pela Universidade Cornell, foi ao espaço em abril de 1998 na missão STS-90 Columbia, uma missão do Spacelab chamada de Neurolab, dedicada ao estudo do cérebro e do sistema nervoso do corpo humano em microgravidade. Nela, atuou como especialista de carga, realizando com o resto da tripulação várias experiências no campo da neurologia, sendo responsável pelo estudo da adaptação cardiovascular à gravidade zero.
Em 2008, tentou uma vaga ao Senado concorrendo a uma indicação pelo Partido Democrata de New Hampshire, desistindo dela durante os primeiros meses de campanha devido a maior popularidade de seu concorrente, o republicano John Sununu, candidato à reeleição.